# 잠실 래미안 아이파크
잠실 래미안 아이파크(Jamsil Raemian I-park)는 서울특별시 송파구 잠실4동에 들어설 아파트 단지이다.

## 주요 특징
잠실 진주아파트를 재건축하는 사업으로 23개동 2,678세대 규모로 지어질 예정이다. 잠실래미안아이파크는 잠실르엘과 함께 잠실권역 최초의 고급화 아파트로, 당분간 잠실 대장 아파트로서의 입지를 굳혀나갈 전망이다.

## 그 외
공사현장에서 삼국시대 유물이 발견되기도 했었다.